# 桜田村
桜田村（さくらだむら）は、埼玉県東部、北葛飾郡に存在した村。1955年1月1日に南埼玉郡鷲宮（わしのみや）町と北葛飾郡幸手町に分村合併し、北葛飾郡鷲宮（わしみや）町、幸手町となり消滅した。

## 歴史
- 1889年（明治22年）4月1日 - 八甫村・西大輪村・東大輪村・外野村・上川崎村・中川崎村・下川崎村が合併し、北葛飾郡八輪野崎村（やわのざきむら）が成立する。同年、村名を改称し、桜田村となる。
- 1955年（昭和30年）1月1日 - 桜田村のうち八甫・西大輪・東大輪・外野・上川崎が南埼玉郡鷲宮（わしのみや）町と合併（新設合併）し、北葛飾郡鷲宮（わしみや）町となる。同日、桜田村のうち中川崎・下川崎が幸手町に編入される。

## 地理

### 河川
- 天王新堀
- 平沼落川
- 葛西用水路
- 中落悪水路
- 大中落悪水路
- 北側用水路
- 中川

湖沼
- 宝泉寺池

### 地名（小字）
| 八甫村（はっぽうむら） - 宮田（みやた） - 観音堂（かんおんだう） - 宮前（みやまへ） - 宮裏（みやうら） - 内野（うちの） - 前谷（まへや） - 天王川（てんわうがは） - 圦前（いりまへ） - 屋敷前（やしきまへ） - 屋敷裏（やしきうら） - 淡間（あはま） - 新田前（しんでんまへ） - 堤外 | 西大輪村（にしおおわむら） - 大水口（おほみなぐち） - 明徳（みやうとく） - 杉内（すぎうち） - 菱田（ひしだ） - 舞台島（ぶたいじま） - 宿（しゆく） - 外野（そとの） - 前（まへ） - 中島（なかじま） - 出来野裏（できのうら） - 青毛下（あをげした、あふげした） - 古川（こがは） - 上古川（かみこがは） - 西天王（にしてんわう） - 東天王（ひがしてんわう） | 東大輪村（ひがしおおわむら） - 中内出（なかうちで） - 高須賀（たかすが） - 南前（みなみまへ） - 南沼井（みなみぬまゐ） - 北沼井（きたぬまゐ） - 北前 - 菱田（ひしだ） - 大水口（おほみつぐち） - 鳥井戸（とりゐど） - 南割畑（みなみわりはた） - 北割畑（きたわりはた） - 前（まへ） - 浅間下（せんげんした） - 古川（こがは） - 天王（てんわう） - 中島（なかじま） | 外野村（そとのむら） - 前（まへ） - 弦代（つるしろ） - 裏（うら） - 深田（ふかだ） |

| 上川崎村（かみかわさきむら） - 川通（かはどほり） - 屋敷前（やしきまへ） - 西（にし） - 宮 - 新田 - 外野（そとの） | 中川崎村（なかかわさきむら） - 下川原（しもかはら） - 屋敷前（やしきまへ） - 堤（つつみ） - 八幡（はちまん） - 天沼（あまぬま） - 中島（なかじま） | 下川崎村（しもかわさきむら） - 千塚前（ちづかまへ） - 西田（にしだ） - 亀田（かめた） - 永蔵（ながくら） - 谷中（やなか） - 山王（さんわう） - 北町（きたまち） - 宮脇（みやわき） - 前（まへ） - 堤（つつみ） |

## 神社・寺・史蹟・祭典
- 香取神社 (大字外野)
- 香取神社 (大字上川崎)
- 香取神社 (大字中川崎)
- 香取神社 (大字下川崎)